# Arcidiocesi di Tucumán

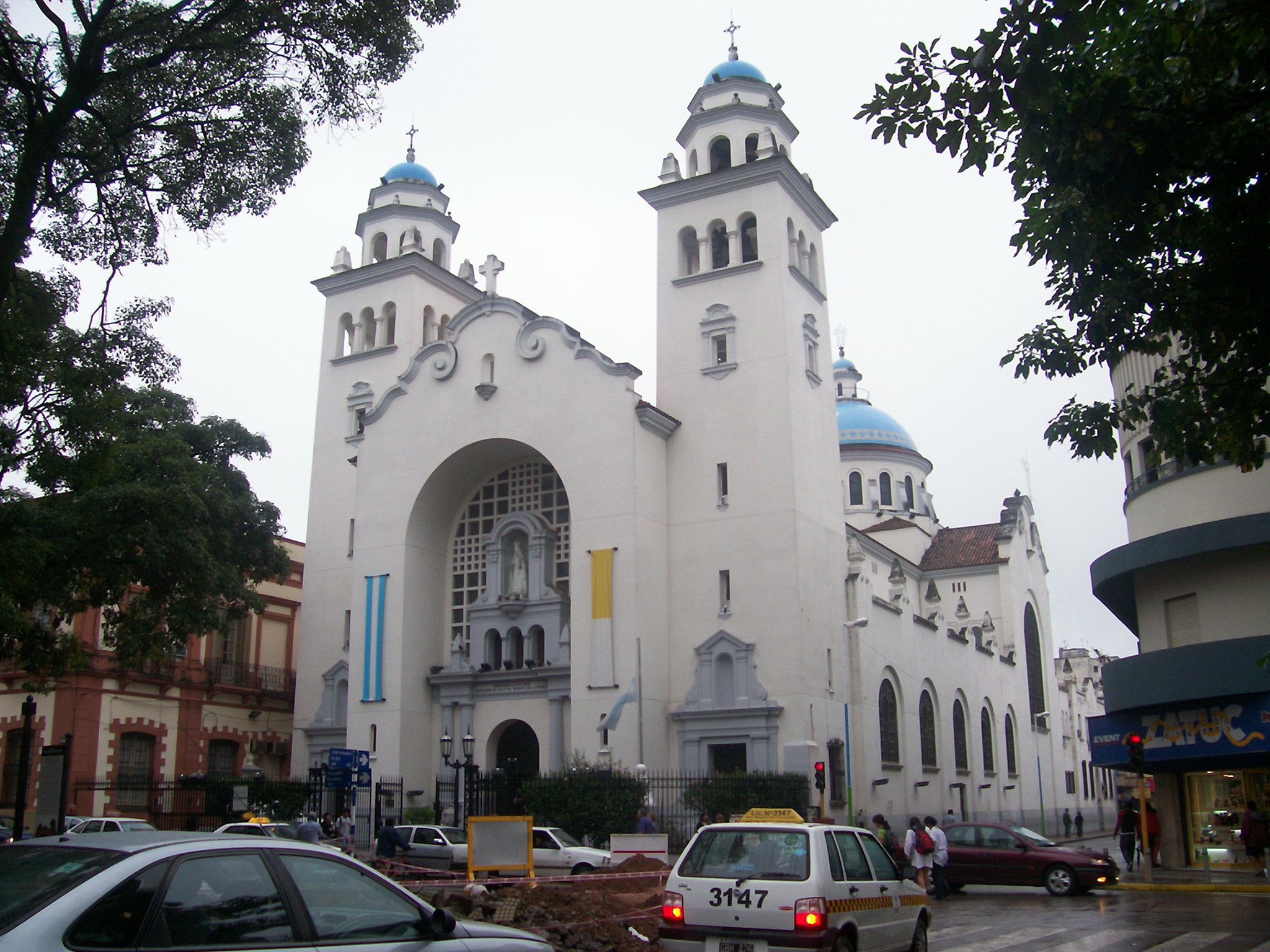
La basilica minore di Nostra Signora della Mercede a San Miguel de Tucumán.

L'arcidiocesi di Tucumán (in latino Archidioecesis Tucumanensis) è una sede metropolitana della Chiesa cattolica in Argentina. Nel 2023 contava 1.053.006 battezzati su 1.198.000 abitanti. È retta dall'arcivescovo Carlos Alberto Sánchez.

## Territorio
L'arcidiocesi comprende otto dipartimenti della provincia di Tucumán: Burruyacu, Capital, Cruz Alta, Famaillá, Lules, Tafí Viejo, Trancas e Yerba Buena. Inoltre comprende la parrocchia di Bella Vista nel dipartimento di Leales e la parrocchia di Tafí del Valle nel dipartimento omonimo.
Sede arcivescovile è la città di San Miguel de Tucumán, dove si trovano la cattedrale di Nostra Signora dell'Incarnazione, e le basiliche minori di Nostra Signora della Mercede e di Nostra Signora del Santissimo Rosario.
Il territorio si estende su 10.679 km² ed è suddiviso in 48 parrocchie.

### Provincia ecclesiastica
La provincia ecclesiastica di Tucumán, istituita nel 1957, comprende le seguenti suffraganee:
- arcidiocesi di Santiago del Estero,
- diocesi di Añatuya,
- diocesi di Concepción.

## Storia
La prima diocesi di Tucumán fu eretta il 14 maggio 1570 con la bolla Super specula militantis Ecclesiae di papa Pio V, ricavandone il territorio dalla diocesi di Santiago del Cile (oggi arcidiocesi); la residenza episcopale e la cattedrale non si trovavano, però, a Tucumán, ma a Santiago del Estero. Originariamente suffraganea dell'arcidiocesi di Lima, il 20 luglio 1609 entrò a far parte della provincia ecclesiastica di La Plata o Charcas (oggi arcidiocesi di Sucre). Il 28 novembre 1697 la sede della diocesi fu traslata a Córdoba e la diocesi esiste tuttora con il nome di arcidiocesi di Córdoba.
La presente diocesi di Tucumán fu eretta il 15 febbraio 1897 con la bolla In Petri Cathedra di papa Leone XIII, ricavandone il territorio dalla diocesi di Salta (oggi arcidiocesi).
Il 25 marzo 1907 e il 21 gennaio 1910 cedette porzioni del suo territorio a vantaggio dell'erezione rispettivamente della diocesi di Santiago del Estero (oggi arcidiocesi) e della diocesi di Catamarca.
Originariamente suffraganea dell'arcidiocesi di Buenos Aires, il 20 aprile 1934 entrò a far parte della provincia ecclesiastica di Santa Fe (oggi arcidiocesi di Santa Fe de la Vera Cruz).
L'11 febbraio 1957 è stata elevata al rango di arcidiocesi metropolitana con la bolla Quandoquidem adoranda di papa Pio XII.
Il 12 agosto 1963 ha ceduto un'ulteriore porzione del suo territorio a vantaggio dell'erezione della diocesi di Concepción.
Il 29 novembre 1963, con la lettera apostolica Praesidium Deiparae, papa Paolo VI ha proclamato la Beata Maria Vergine della Mercede, patrona principale dell'arcidiocesi.
L'8 settembre 1969 ha ceduto un'altra porzione del suo territorio a vantaggio dell'erezione della prelatura territoriale di Cafayate.

## Cronotassi dei vescovi
Si omettono i periodi di sede vacante non superiori ai 2 anni o non storicamente accertati.
- Pablo Padilla y Bárcena † (8 febbraio 1898 - 22 gennaio 1921 deceduto)
  - Sede vacante (1921-1923)
- Bernabé Piedrabuena † (11 giugno 1923 - 17 dicembre 1928 dimesso[3])
- Agustín Barrere, M.I.C. † (16 gennaio 1930 - 29 febbraio 1952 deceduto)
- Juan Carlos Aramburu † (28 agosto 1953 - 14 giugno 1967 nominato arcivescovo coadiutore di Buenos Aires[4])
- Blas Victorio Conrero † (3 febbraio 1968 - 7 luglio 1982 deceduto)
- Horacio Alberto Bózzoli † (19 gennaio 1983 - 29 dicembre 1993 deceduto)
- Arsenio Raúl Casado † (15 giugno 1994 - 8 luglio 1999 dimesso)
- Luis Héctor Villalba (8 luglio 1999 - 10 giugno 2011 ritirato)
- Alfredo Horacio Zecca † (10 giugno 2011 - 9 giugno 2017 dimesso[5])
- Carlos Alberto Sánchez, dal 23 agosto 2017

## Statistiche
L'arcidiocesi nel 2023 su una popolazione di 1.198.000 persone contava 1.053.006 battezzati, corrispondenti all'87,9% del totale.
| anno | popolazione | popolazione | popolazione | presbiteri | presbiteri | presbiteri | presbiteri                | diaconi | religiosi | religiosi | parrocchie |
| anno | battezzati  | totale      | %           | numero     | secolari   | regolari   | battezzati per presbitero | diaconi | uomini    | donne     | parrocchie |
| ---- | ----------- | ----------- | ----------- | ---------- | ---------- | ---------- | ------------------------- | ------- | --------- | --------- | ---------- |
| 1949 | 610.000     | 659.117     | 92,5        | 136        | 47         | 89         | 4.485                     |         | 130       | 485       | 29         |
| 1966 | 550.000     | 597.299     | 92,1        | 183        | 53         | 130        | 3.005                     |         | 150       | 265       | 32         |
| 1970 | 400.000     | 540.000     | 74,1        | 144        | 55         | 89         | 2.777                     |         | 102       | 274       | 40         |
| 1976 | 400.000     | 570.000     | 70,2        | 144        | 54         | 90         | 2.777                     |         | 105       | 284       | 37         |
| 1980 | 593.800     | 657.000     | 90,4        | 128        | 55         | 73         | 4.639                     | 2       | 86        | 226       | 36         |
| 1990 | 817.000     | 899.000     | 90,9        | 145        | 60         | 85         | 5.634                     | 9       | 91        | 246       | 47         |
| 1999 | 856.835     | 969.819     | 88,3        | 135        | 76         | 59         | 6.346                     | 15      | 75        | 187       | 46         |
| 2000 | 868.732     | 983.285     | 88,3        | 131        | 78         | 53         | 6.631                     | 15      | 65        | 171       | 47         |
| 2001 | 879.178     | 996.178     | 88,3        | 137        | 79         | 58         | 6.417                     | 15      | 72        | 189       | 46         |
| 2002 | 899.793     | 1.021.332   | 88,1        | 149        | 84         | 65         | 6.038                     | 15      | 74        | 184       | 47         |
| 2003 | 908.224     | 1.030.902   | 88,1        | 153        | 85         | 68         | 5.936                     | 14      | 91        | 234       | 45         |
| 2004 | 911.849     | 1.035.017   | 88,1        | 144        | 86         | 58         | 6.332                     | 14      | 90        | 172       | 45         |
| 2010 | 1.034.201   | 1.112.000   | 93,0        | 143        | 89         | 54         | 7.232                     | 10      | 74        | 164       | 47         |
| 2014 | 1.000.097   | 1.135.183   | 88,1        | 138        | 92         | 46         | 7.247                     | 5       | 65        | 112       | 48         |
| 2017 | 1.047.912   | 1.178.210   | 88,9        | 128        | 82         | 46         | 8.186                     | 4       | 55        | 125       | 49         |
| 2020 | 1.080.260   | 1.214.370   | 89,0        | 130        | 81         | 49         | 8.309                     | 4       | 57        | 109       | 49         |
| 2022 | 1.100.000   | 1.237.000   | 88,9        | 124        | 75         | 49         | 8.870                     | 3       | 62        | 109       | 49         |
| 2023 | 1.053.006   | 1.198.000   | 87,9        | 142        | 93         | 49         | 7.415                     | 3       | 58        | 104       | 48         |